# Vinodolski brevijar
Vinodolski brevijar ili Kukuljevićev brevijar je brevijar iz 1470. godine pisan glagoljicom na 199 listova pergamene. Čuva se u Hrvatskoj akademiji znanosti i umjetnosti.

## Poveznice
- Tkonski zbornik